# Jaap Wessels
Jacobus (Jaap) Wessels (Amsterdam 19 januari 1939 - Veldhoven, 30 juli 2009) was een Nederlands wiskundige en professor Stochastische Operations Research aan de Technische Universiteit Eindhoven.
Wessels studeerde wiskunde en natuurkunde aan de Universiteit van Amsterdam van 1956 tot 1963. Hij promoveerde in 1968 aan de Technische Universiteit Eindhoven bij Jacques Benders op het proefschrift "Decision rules in Markovian decision problems with incompletely known transition probabilities"' over Markov beslissingsprocessen.
In 1960 was Wessels begonnen te werken aan de Universiteit van Amsterdam als assistent van Jan Hemelrijk, een autoriteit op het gebied van stochastisch processen. Met de start van zijn promotie-onderzoek werd hij wetenschappelijk medewerker aan de Technische Universiteit Eindhoven. In 1973 volgde hier een aanstelling als hoogleraar toegepaste kansberekening aan de faculteit Wiskunde en Informatica. Zijn onderzoeksinteresse richtte zich op onderwerpen als netwerken van wachtrijen, neurale netwerken en gestructureerde markovprocessen. In 2000 ging hij met emeritaat.
Onder zijn promovendi waren Jacob Wijngaard, Jo van Nunen, Kees van Hee, Jaap van der Wal, Henk Zijm, Eric van Damme, Wil van der Aalst, Ivo Adan en Geert-Jan van Houtum.
Wessels was voorzitter van de Vereniging voor Statistiek (VVS), en heeft bijdragen geleverd aan de oprichting van het Landelijk Netwerk Mathematische Besliskunde (LNMB), de onderzoeksschool BETA, en EURANDOM.

## Publicaties
- 1968. Decision rules in Markovian decision problems with incompletely known transition probabilities.
- 1976. Markov decision theory : proceedings of the Advanced Seminar on Markov Decision Theory held at Amsterdam, The Netherlands, September 13-17, 1976. Redactie met Henk Tijms.
- 1991. User-oriented methodology and techniques of decision analysis and support: proceedings of the International IIASA Workshop, held in Serock, Poland, September 9-13, 1991. Met Andrzej Wierzbicki.
- 1993. Analysing shortest expected delay routing for Erlang servers. Met Ivo Adan.
- 2000. Model-based decision support methodology with environmental applications. Met Andrzej Wierzbicki en Marek Makowski.